# Christopher Amott
Christopher Amott (nacido el 23 de noviembre de 1977 en Halmstad, Suecia) es un guitarrista sueco, hermano menor de Michael Amott y miembro fundador de las bandas de death metal sueco Arch Enemy y Armageddon. Actualmente es guitarrista de la banda de death metal Dark Tranquillity.

## Biografía
Inspirado por la banda Carcass de su hermano mayor Michael Amott, Christopher empezó a estudiar guitarra a los 14, tocando en bandas locales y, finalmente, asistir a la universidad de música a los 18 años.
Christopher asistía a la escuela de música en 1996, cuando Michael le preguntó si quería ser guitarrista para su nuevo proyecto Arch Enemy. Con esto lanzaron el álbum Black Earth con el vocalista/bajista Johan Liiva y el baterista Daniel Erlandsson, el cual fue éxito instantáneo. La banda fue invitada a tocar a Japón en 1997, y fue entonces cuando Christopher también hizo su proyecto Armageddon, el cual tenía un sonido similar al death metal de Arch Enemy. Armageddon lanzó su primer álbum Crossing the Rubicon en 1997. El álbum contó con Peter Wildoer y Martin Bengtsson, que también iba a grabar en Stigmata de Arch Enemy en 1998. El álbum Stigmata fue nuevo éxito en Japón, y el primero en ser distribuido en Estados Unidos, por Century Media Records.
Con Arch Enemy ganando terreno en todo el mundo, lanzan el disco Burning Bridges y Burning Japan Live 1999, luego se toma un descanso hasta finales de los 2000, cuando con Armaggedon lanza su segundo disco Embrace the Mystery, grabado en Japón, esta vez con una voz más melódica y un sonido distinto al de su primer disco. También ese año es invitado como guitarra solista en la canción Suburban me del disco Clayman de In Flames.
En 2001 se une la vocalista alemana Angela Gossow a Arch Enemy, con lo que la banda alcanzó nuevas costas de popularidad en todo el mundo con el lanzamiento de Wages of Sin. Después de completar una extensa gira con Arch Enemy, Chris regresó a su proyecto Armageddon y lanzó el disco Three, que tiene un sonido más cercano al power metal.
En 2003 Arch Enemy lanza Anthems of Rebellion, con un éxito que los llevó a una nueva gira mundial. En 2005 la banda entró al estudio para grabar Doomsday Machine, pero inmediatamente después de la grabación, Chris dejaba Arch Enemy, siendo reemplazado por Fredrik Åkesson (actual Opeth). Él declaró posteriormente que "no se sentía creativo musicalmente" en la banda. Pasó los próximos dos años en la enseñanza de música en Suecia, así como asistir a una universidad. En la actualidad se desconoce si regresará a su proyecto Armageddon, pero asegura que todavía "toca guitarra constantemente, varias horas al día", pero también dice que "si hago algún tipo de registro no será de metal".
En marzo de 2007 Chris anuncia su regreso a Arch Enemy como miembro permanente, durante el proceso de grabación del Rise of the Tyrant. En una entrevista en enero de 2010 Christopher reveló que él estaría lanzando un álbum en solitario a principios de año titulado  <<Follow Your Hear>>.
El 5 de marzo de 2012, Amott; una vez más sale de Arch Enemy. Citó su deseo de continuar su carrera en solitario como razón principal. Fue reemplazado por el guitarrista Nick Cordle de la banda Arsis.
En abril de 2012, Amott se trasladó a los Estados Unidos. Después de obtener una <<tarjeta verde>> a principios de 2013, dijo que tiene la intención de grabar un disco nuevo de Armageddon, que está previsto para ser lanzado en el verano de 2013.

## Equipamiento
Christopher Amott recibe el patrocinio de Caparison Guitarras. Su guitarra Dellinger-CA (modelo negro descontinuado, modelo blanco en producción) tiene dos pastillas Seymour Duncan Hot Rails en el cuello y la posición media, y una humbucker Caparison en el puente.
Recientemente Christopher tiene un nuevo modelo Dellinger-CA VW (blanco clásico) de diseño personalizado exhibiendo pastillas DiMarzio.
- Caparison Dellinger Christopher Amott Signature model
- Caparison TAT Iceberg (1997-2002)
- Caparison Horus (video de The Immortal
- ESP Guitars Custom Horizon model (Live Apocalypse DVD)
- D'Addario Strings (11-58 custom set)
- Rocktron Hush
- Boss TU-2 Tuner
- Boss Digital Delay DD-3
- Peavey JSX Amps
- Randall RM100 head
- Seymour Duncan Pickups

## Discografía
Con Arch Enemy:
- Black Earth (1996)
- Stigmata (1998)
- Burning Bridges (1999)
- Burning Japan Live 1999 (1999)
- Wages of Sin (2001)
- Burning Angel (EP) (2002)
- Anthems of Rebellion (2003)
- Dead Eyes See No Future (EP) (2004)
- Doomsday Machine (2005)
- Live Apocalypse (grabado en 2003, lanzado en 2006)
- Rise of the Tyrant (2007)
- Tyrants in the Rysing Sun (2008)
- The Root of All Evil (2009)
- Khaos Legions (2011)

Con Armageddon
- Crossing the Rubicon (1997)
- Embrace the Mystery (2000)
- Three (2002)

Con Mortiis
- The Smell of Rain (2001) (Inacreditado)

Como Invitado
- Suburban Me(del álbum Clayman)(Solo de guitarra) - In Flames (2000)

Solo
- Follow your Heart (2010)
- Impulses (2012)